# UNiDAYS
UNiDAYS是一个折扣网站，成立于2011年，免费提供给世界各地的学生。目前接受高等教育的学生可以注册UNiDAYS，以获得产品和服务的折扣优惠。